# Kuno Tomoaki
Tomoaki Kuno (sinh ngày 25 tháng 9 năm 1973) là một cầu thủ bóng đá người Nhật Bản.

## Sự nghiệp câu lạc bộ
Tomoaki Kuno đã từng chơi cho Kawasaki Frontale.